# Kohlbach (Erf)
Der Kohlbach ist ein rechter Zufluss der Erf im Geo-Naturpark Bergstraße-Odenwald in Baden-Württemberg und Bayern.

## Geographie

### Verlauf
Der Kohlbach entspringt in Baden-Württemberg am zur Stadt Freudenberg gehörenden Laukenhof. Er fließt bald durch Wald nach Südosten, wendet sich dann an einer Lichtung im Winnengrund  zu längerem westsüdwestwärtigen Lauf über die Landesgrenze nach Bayern durch den Kohlgrund. Gegenüber der Kläranlage von Eichenbühl mündet er in die Erf.

## Einzelnachweise

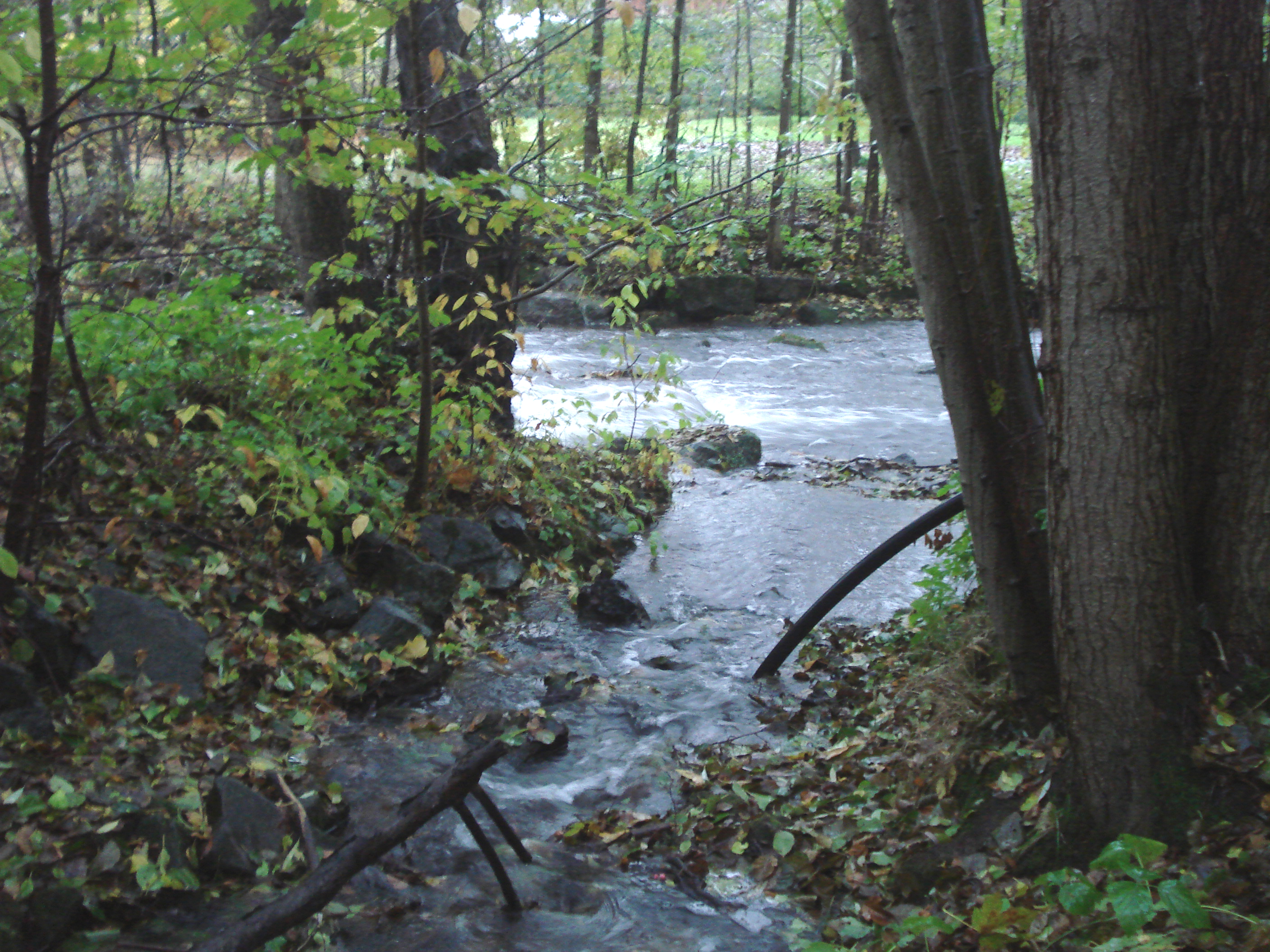
Der Kohlbach (vorne) mündet in die Erf

### Zuflüsse
- Hartmannsklinge (rechts)
- Ebenheider Graben (links)
- Haidenraingraben (rechts)